# Coenraad Wolter Ellents

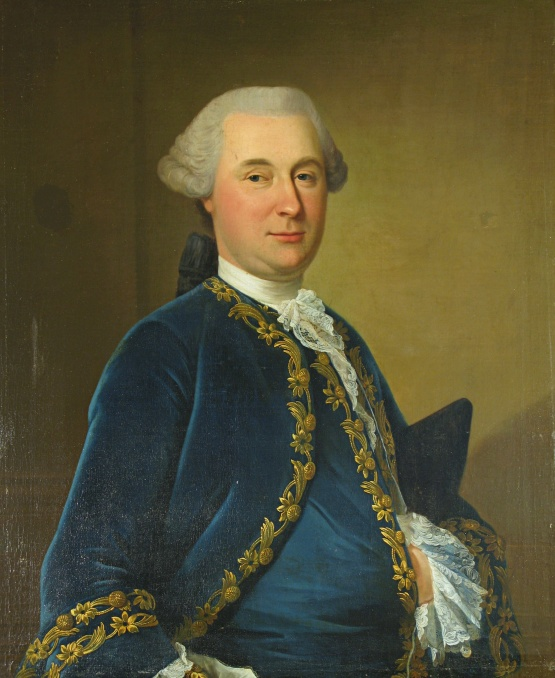
Portret van Coenraad Wolter Ellents (Drents Museum)

Coenraad Wolter Ellents (Zuidlaren, 11 maart 1720 - Roden, 12 september 1784) was een Nederlandse regent in de provincie Drenthe.

## Leven en werk

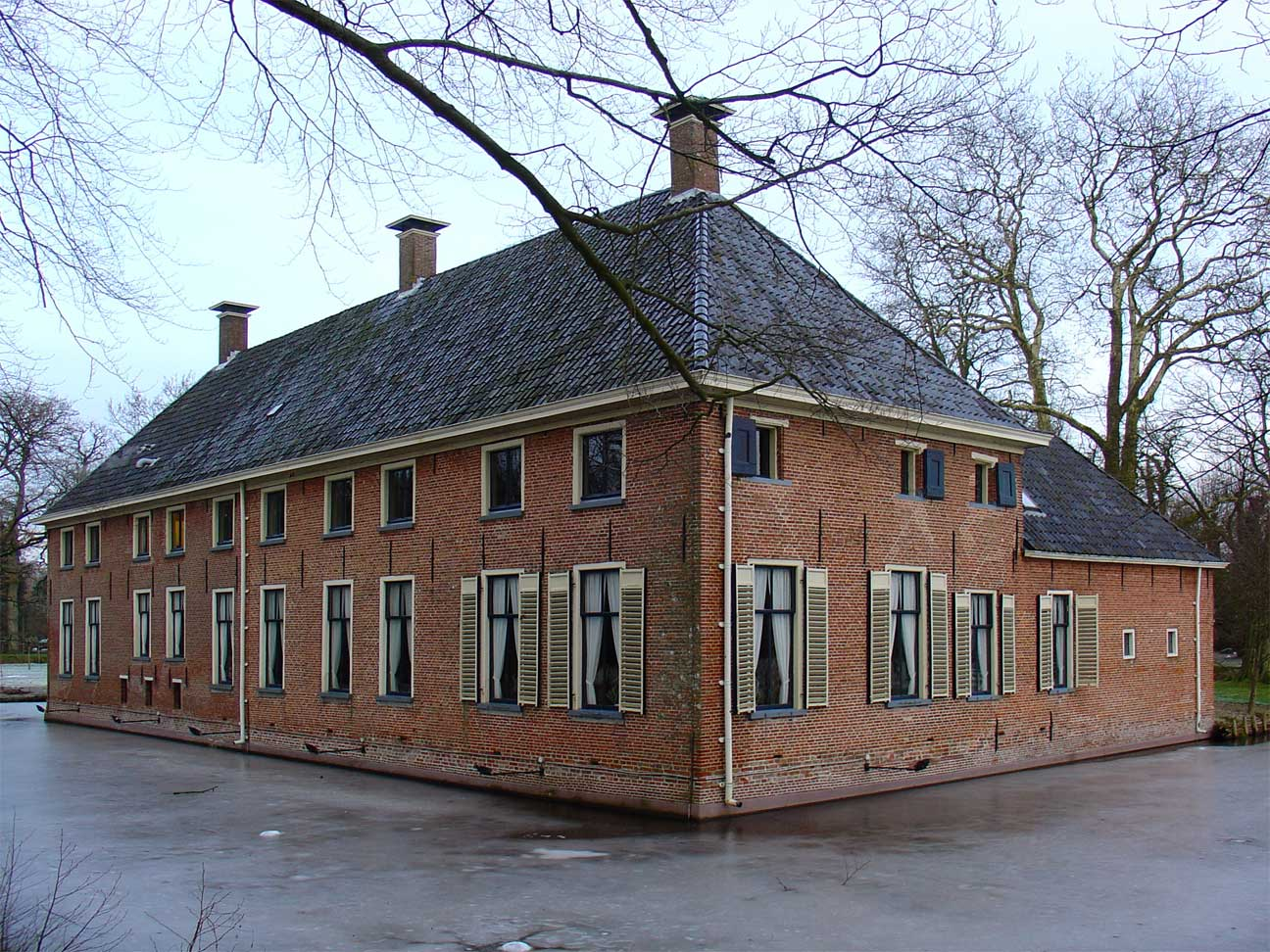
Mensinge in Roden, de woning van Coenraad Wolter Ellents en Gesina Oldenhuis

Ellents was een zoon van de ontvanger-generaal en landschrijver van de Landschap Drenthe Wolter Hendrik Ellents en Rudolphina Anna Lemker. Hij studeerde rechten aan de universiteit van Groningen en promoveerde aan de Universiteit van Leiden in 1739. Hij vestigde zich na zijn studie als advocaat te Meppel. In 1748 werd hij benoemd tot schulte van Meppel, Kolderveen en Nijeveen. In 1749 werd hij stadhouder en leenman van de lenen van de Heerlijkheid Ruinen. In 1750 werd hij benoemd tot raad en secretaris van de Landschap Drenthe. Hij was tevens lid van de Loffelijke Etstoel, het hoogste rechtscollege van Drenthe. Ellents trouwde op 6 maart 1767 met Gesina Oldenhuis, dochter van de schulte van Dalen en Oosterhesselen Tijmen Oldenhuis en Lammina Huisinge. Zij was een schoonzuster van Jan Kymmell, landschrijver van Drenthe. Zij gingen wonen op de havezate Mensinge in Roden, die hij in 1764 had gekocht. Toen hij Mensinge kocht was het recht van havezate verlegd naar Mensinga in Roderwolde. Ellents wist in 1777 dit recht weer terug te kopen, zodat Mensinge vanaf die tijd weer de status van havezate bezat. In 1784 was hij door ziekte niet meer in staat om zijn ambt als secretaris van de Landschap Drenthe te vervullen. Hij werd in maart van dat jaar opgevolgd door Wolter Hendrik Hofstede, maar behield als honorair raad en secretaris alle voorrechten die aan dit ambt verbonden waren. Dat duurde niet lang, want hij overleed in september 1784 op 64-jarige leeftijd op Mensinge te Roden en werd begraven in een grafkelder in de Catharinakerk van Roden.
Ellents bezat in de Catharinakerk van Roden een herenbank. Via een, waarschijnlijk in zijn opdracht, aangelegd poortje, later het Kymmellpoortje genoemd, hadden de bewoners van Mensinge toegang tot het koor van de kerk, waar hun bank stond opgesteld.

## Zakelijke activiteiten
Ellents was ook op zakelijk gebied actief. Hij had een belang in de Annerveensche Heerencompagnie, met bezittingen in Oostermoer en in het Kloosterveen nabij Smilde. Ook elders in Drenthe bezat hij onroerende goed en landerijen. Zijn weduwe was in 1797 de op een na rijkste inwoner van Drenthe.